# Michal Peprník
Michal Peprník, né le 9 janvier 1960 à Kroměříž, est un universitaire tchèque, professeur de littérature américaine à l'université Palacký d'Olomouc. 

## Biographie
Il a obtenu son habilitation en 2003 et s'intéresse surtout à la littérature et culture du XIXe siècle, le postmodernisme américain, la littérature fantastique et la littérature tchèque traduite en anglais. Dans les années 1992-1993 il a travaillé comme le lecteur de littérature tchèque au département des langues slaves à l'université de Glasgow. Il s'occupe principalement des romans de l'écrivain américain James Fenimore Cooper.
Actuellement[Quand ?] il est le chef de la section littéraire au département des études anglaises et américaines et le secrétaire de L'Association tchèque et slovaque des études américaines (The Czech and Slovak Association for American Studies). Il est aussi le coordinateur principal du Colloque américaniste international d'Olomouc.

## Monographies, livres
- Dětský hrdina v díle J. D. Salingera (1984)
- Motiv metamorfózy v díle Jamese Hogga, R. L. Stevensona a George MacDonalda (1995)
- Směry literární interpretace XX.století/texty, komentáře (2000, 2005)
- Metamorfóza jako kulturní metafora [Metamorphosis as a Cultural Metaphor] (2003)  (ISBN 80-244-0678-0)
- Topos lesa v americké literatuře (2005)  (ISBN 80-7294-153-4)

## Essais et d'autres œuvres critiques
- Literature as a Political Tool? (2003)
- The Place of the Other: the Dark Forest (2003)
- Fenomén Bercovitch aneb jak dobý(í)t Ameriku (2003)
- Democratic Ideals in American Popular Culture and Literature (2004)
- Podstatný hybrid (2004)
- Z Krvavé komnaty k Černé Venuši (recenze, 2004)
- Moravian Origins of J.F. Cooper's Indians (2004)
- Cooper's Indians: Typology and Function (2005)
- Cesta amerického románu k romantickým asociacím a mýtu (2007)
- Henry James jako literární kritik (2008)
- The affinity with the North American Indian in Czech literary discourse on the democratic roots of Czech national culture (2008)